# Andrzej Burghardt
Andrzej Antoni Burghardt (ur. 9 grudnia 1928 w Falenicy, zm. 1 marca 2020 w Gliwicach) – polski inżynier, chemik, specjalista w zakresie inżynierii chemicznej i procesowej, profesor nauk technicznych, doktor honoris causa dwóch polskich politechnik, członek rzeczywisty PAN, wieloletni dyrektor Instytutu Inżynierii Chemicznej PAN w Gliwicach.

## Życiorys
Syn Stanisława. Ukończył liceum ogólnokształcące w Opolu. Podjął studia na Wydziale Chemicznym Politechniki Śląskiej, ukończone w 1954 uzyskaniem dyplomu magistra inżyniera. Po zakończeniu studiów przez dziesięć lat pracował w Biurze Projektów Przemysłu Koksochemicznego „Koksoprojekt” w Zabrzu. Jednocześnie od 1955 pracował jako asystent w Katedrze Inżynierii i Konstrukcji Aparatury Politechniki Śląskiej. W 1962 obronił zrealizowany pod kierunkiem prof. Tadeusza Hoblera doktorat i przeszedł na stanowisko adiunkta. Po doktoracie wyjechał na roczny staż do Imperial College of Science and Technology w Londynie. Po powrocie, w 1964 uzyskał na Politechnice Śląskiej habilitację. Dwa lata później przeniósł się z Koksoprojektu do Zakładu Inżynierii Chemicznej i Konstrukcji Aparatury PAN. Po przejściu prof. Hoblera na emeryturę w 1970 objął kierownictwo Zakładu. W 1971 został profesorem nadzwyczajnym, a w 1979 profesorem zwyczajnym nauk technicznych. Jednocześnie, aż do 1980 prowadził zajęcia dydaktyczne na Politechnice Śląskiej. W 1984 Zakład przekształcono w Instytut Inżynierii Chemicznej i Procesowej PAN, a prof. Burghardt został jego pierwszym dyrektorem. Funkcję tę sprawował aż do 2003.
Działał w strukturach PAN. W 1983 został członkiem korespondentem Akademii, a w 1991 członkiem rzeczywistym. Pełnił funkcję sekretarza, a następnie wiceprzewodniczącego Oddziału PAN w Katowicach. W latach 1987–2003 był przewodniczącym, a od 2003 honorowym przewodniczącym Komitetu Inżynierii Chemicznej i Procesowej PAN. W latach 1994–2002 był członkiem Centralnej Komisji ds. Tytułu Naukowego i Stopni Naukowych.
Obszar jego zainteresowań to przede wszystkim inżynieria chemiczna i procesowa. Jednym z głównych obszarów jest teoria reaktorów chemicznych (w tym modelowanie matematyczne reaktorów heterogenicznych, analiza bifurkacyjna i stabilność stanów stacjonarnych reaktorów), a także teoria i analiza numeryczna dyfuzyjnego i konwekcyjnego transportu masy i energii w mieszaninach wieloskładnikowych dla systemów wielofazowych.
Jego dorobek naukowy obejmuje 7 monografii oraz około 160 publikacji. Jedna z monografii doczekała się czterech wydań w języku niemieckim oraz tłumaczenia na język angielski. Znaczna część publikacji została zamieszczona w tak prestiżowych czasopismach jak „Chemical Engineering Science”, „Chemical Engineering and Processing” i innych. Jego monografia pod tytułem Podstawy Inżynierii Reaktorów Chemicznych była przez wiele lat fundamentalnym podręcznikiem dla wielu pokoleń studentów Politechniki Śląskiej.
Odznaczony został Krzyżem Oficerskim (1994), Komandorskim (1998) i Komandorskim z Gwiazdą (2009) Orderu Odrodzenia Polski. Otrzymał ponadto wiele odznaczeń resortowych oraz nagród. Wśród nich nagrody Ministra Nauki i Szkolnictwa Wyższego oraz Nagrody Ministra Nauki.
Miejscem pochówku jest Centralny Cmentarz Komunalny w Gliwicach (kw. B9, rząd 6, miejsce 3).